# Tập đoàn Acecook
Acecook Co, Ltd. (tên tiếng Nhật: エースコック) là một công ty đa quốc gia của Nhật Bản chuyên sản xuất các loại mì ăn liền, gia vị và thực phẩm. Acecook có 2 công ty con ở nước ngoài là Acecook Việt Nam và Acecook Myanmar. Đến nay, thương hiệu này đã có mặt tại 47 quốc gia và vùng lãnh thổ.

## Trụ sở

### Trụ sở chính / Chi nhánh / Văn phòng kinh doanh

#### Trụ sở chính
Tòa nhà Osaka Kamiya Shinmido (1-12-40, thị trấn Esaka, thành phố Suita, phủ Osaka).

#### Chi nhánh
- Chi nhánh Tokyo (1-18-2, phường Nishiikebukuro, quận Toshima, thành phố Tokyo).
- Chi nhánh Nagoya.
- Chi nhánh Sapporo.
- Chi nhánh Sendai.
- Chi nhánh Kanto Shinetsu.
- Chi nhánh Chugoku-Shikoku.
- Chi nhánh Fukuoka.

#### Văn phòng kinh doanh
- Văn phòng kinh doanh Kanazawa.
- Văn phòng kinh doanh Takamatsu.

### Nhà máy
- Nhà máy tại thành phố Kawagoe, tỉnh Saitama.
- Nhà máy tại thành phố Kato, tỉnh Hyogo.
- Nhà máy tại thành phố Tatsuno, tỉnh Hyogo.

### Phòng thí nghiệm
- Phòng thí nghiệm trụ sở chính.
- Phòng thí nghiệm Takino Lab.

## Lịch sử

### Khởi đầu
Acecook khởi đầu từ lĩnh vực bán bánh mì. Năm 1948, nhà máy bánh mì Ryumon ở Sumiyoshi-ku, Osaka được khai trương, bắt đầu sản xuất và bán bánh mì. Đến năm 1954, họ bắt đầu sản xuất bánh quy mềm bằng việc thành thành lập Công ty TNHH Bánh kẹo Umeshin.
Những năm sau chiến tranh, thị trường Nhật Bản xuất hiện loại mì dạng sợi được làm khô, có thể bảo quản lâu và chế biến nhanh so với mì truyền thống với giá thành rẻ hơn, loại sản phẩm đã đáp ứng ngay nhu cầu cấp thiết của người dân vì tính tiện lợi. Khả năng bảo quản lâu còn giải quyết tình trạng thiếu lương thực sau chiến tranh của Nhật Bản. Nhận thấy đây là sản phẩm rất tiềm năng, công ty quyết định mở rộng thêm mảng mì ăn liền với sản phẩm đầu tay là Beijing Ramen vào năm 1959. Đến năm 1964, công ty đổi tên thành Acecook như hiện nay.
Giai đoạn kinh tế tăng trưởng thần kỳ của Nhật Bản đã thúc đẩy nhu cầu sản phẩm mì ăn liền tăng mạnh. Năm 1981, để đẩy mạnh khâu sản xuất đáp ứng nhu cầu thị trường, Acecook liên minh với tập đoàn Sanyo Foods - công ty có kinh nghiệm sản xuất mì gói và mì khô từ năm 1961, đã mở rộng sang thị trường Mỹ vào năm 1978.

### Vươn tầm thế giới
Bước ngoặc lớn nhất của Acecook phải kể đến việc thâm nhập thị trường Việt Nam với liên doanh Vifon - Acecook.
Bắt đầu sản xuất từ năm 1995 với chỉ một dây chuyền duy nhất. Đến năm 2003, Acecook Việt Nam đã đồng loạt xuất khẩu sang các thị trường Úc, Mỹ, Nga, Đông Âu, Trung Quốc, châu Phi và các nước Đông Nam Á khác, mang về cho tập đoàn doanh thu 3 triệu USD. Trong suốt giai đoạn 2016 – 2019, doanh thu của công ty tăng trưởng đều đặn, đạt tới hơn 10.000 tỷ đồng vào năm 2019 với lãi ròng hơn 1.600 tỷ đồng. Acecook hiện chiếm giữ hơn 50% thị phần mì ăn liền Việt Nam và đứng vị trí thứ 5 thị trường Nhật Bản.
Kể từ năm 2012, Acecook thâm nhập thị trường Myanmar. Ban đầu, họ dùng sản phẩm được sản xuất tại Việt Nam nhằm giảm giá thành. Acecook đặt mục tiêu đưa mì của mình tiếp cận tới các gia đình bình dân ở thành thị với giá bán lẻ khoảng 250 đến 300 Kyat.
Acecook đã mở văn phòng chi nhánh Yangon vào tháng 4 năm 2014 và chính thức thành lập Công ty TNHH Acecook Myanmar một năm sau đó. Nhà sản xuất này bắt đầu sản xuất mì ăn liền vào tháng 4 năm 2017 tại một nhà máy mới ở Đặc khu Kinh tế Thilawa thuộc ngoại ô Yangon, Myanmar. Cơ sở trị giá 20 triệu USD có năng lực sản xuất 300 triệu sản phẩm/năm.
Việt Nam là cơ sở xuất khẩu ra nước ngoài mạnh nhất của Acecook, xuất khẩu đến hơn 40 quốc gia trên thế giới, bao gồm Đông Nam Á, đánh chiếm những thị trường khó tính Châu Âu và Hoa Kỳ. Trong khi đó tại chính quốc, Acecook Nhật Bản xuất khẩu sang khoảng 20 quốc gia, bao gồm Hoa Kỳ, Hồng Kông và Đài Loan.

## Chiến lược kinh doanh
Khẩu hiệu của công ty là Cook happiness (niềm vui nấu nướng)

## Công ty con
- Công ty cổ phần Acecook Việt Nam.
- Công ty trách nhiệm hữu hạn Acecook Myanmar.

## Sản phẩm chính

### Mì gói
- Mì Hoành Thánh
- Mì Hoành Thánh hương vị tanmen
- Series Koshi đáng ngạc nhiên:
  - Gói 5 Bữa Mì Ramen Koshi Soy đáng ngạc Nhiên
  - Gói 5 Bữa ăn Koshi Miso Ramen đáng ngạc nhiên
- Rairaitei Soy Sauce Ramen.
- Ringer Hut của Nagasaki Chanpon.

### Mì cốc
- Dòng sản phẩm Wontonmen.
- Dòng Wakame ramen.
- Dòng Wakame ramen không chiên.
- Nori ramen.
- Mì Dandan.
- Riki Udon (trước đây được bán trên toàn quốc, nhưng bây giờ được bán ở khu vực Hokuriku).
- Mochimochi Ramen (tương tự như Riki Udon, hiện đang được bán ở khu vực Hokuriku).
- Dòng Super Cup 1.5x:
  - Dòng Super Cup EX
  - Dòng Super Cup dành cho người lớn
  - Winter Super Cup 1.5 Series (Dòng sản phẩm mì cốc cỡ lớn kiểu Nhật chỉ dành cho mùa đông. Việc triển khai đã kết thúc vào năm 2015)
  - Mì xào mực lớn, mì xào mực siêu lớn (độc quyền cửa hàng tiện lợi từ tháng 4 năm 2021)
  - Super Cup MAX: mì dày cỡ lớn với hương vị mì xào cay.
- Katsuura Tantanmen.
- Mì cốc Sankei Shimbun Soreyuki ! - Osaka Ramen.
- JANJAN Sauce Yakisoba: mì cốc hương vị trứng cá tuyết.
- Noodle Goo! Series.
- Dòng Maruyoshi.
- Dòng Vertical Taste Japan!
- Mì xào tonkotsu kiểu Hakata khẩu phần lớn.
- Aji no Ogura Champon (chỉ bán tại FamilyMart ở Miyazaki và Kagoshima)
- Mì làm từ lúa mì Mochi Nhật Bản tốt cho sức khỏe:
  - Nước tương cá ngừ và tảo bẹ
  - Gà kho, muối tiêu yuzu

### Bún và Phở
- Bún mì.
- Bún gạo.
- Dòng sản phẩm phở Asian Men.
- Dòng sản phẩm phở "Hà Nội mến khách" (được giới thiệu từ tháng 9 năm 2018).

### Súp
- Súp Wakame rong biển không mì.
- Súp Harusame series: "Ẩm thực địa phương kiểu Trung Quốc" của tỉnh Kumamoto được phát hành dưới dạng sản phẩm giới hạn.
- Súp Harusame Petit Series.

### Nước tương
- Nước tương Kansai Dashi.
- Wakame ramen - nước tương nhạt hương vị gói 5 bữa.
- Nước tương gà (dòng Super Cup 1.5x)
- Nước tương cá ngừ và tảo bẹ.

## Tham Khảo
1. ↑  Thông tin cơ bản
2. ↑  Trụ sở chính công ty
3. ↑  Lịch sử hình thành
4. ↑  Slogan of Acecook Japan